# Balance ta bulle
#Balance ta bulle : 62 dessinatrices témoignent du harcèlement et de la violence sexuelle est un recueil collectif de bande dessinée sur le harcèlement sexuel et les violences sexuelles dirigé par Diane Noomin. Il paraît en 2019 aux États-Unis sous le titre Drawing power: women's stories of sexual violence, harassment, and survival (Abrams Books) et il est récompensé par le prix Eisner 2020 de la meilleure anthologie. Traduit en français par Samuel Todd, il est publié chez Massot Éditions en octobre 2020.

## Genèse de l'œuvre
L'album s'inscrit dans le sillage du mouvement MeToo, popularisé en 2017 et au cours duquel de nombreuses femmes ont dénoncé des faits de harcèlement sexuel ; ce mouvement s'est transposé en France avec « Balance ton porc », dont s'inspire le titre en français. Diane Noomin, qui dirige l'ouvrage, est une « figure féministe, pionnière de la bande dessinée underground aux États-Unis ». En assistant aux répliques misogynes du président Donald Trump, elle éprouve le besoin de raconter « les agressions sexuelles commises par des hommes ordinaires sur des femmes ordinaires » ; elle contacte de nombreuses collègues, qui déclarent toutes (sauf une) avoir subi des violences. Les victimes d'abus ont tendance à se sentir honteuses ; or, le titre original, Drawing Power, signifie que cette prise de parole renverse le rapport de forces : par leur témoignage, les artistes rétablissent la honte sur les « prédateurs sexuels ».

## Choix artistiques
L'ouvrage comprend 62 narrations courtes ainsi que des textes proposés par Roxane Gay et Diane Noomin, l'album dénonce la culture du viol. Les artistes abordent des thèmes comme le viol, les agressions sexuelles, le sexisme ordinaire, l'inceste : en majorité, les scénarios sont « à la fois terrifiants et banals », selon Hillary Chute.
Selon Actua BD, ce recueil « tout en poésie, tact et si possible, humour, respire le courage, la détermination et le combat quotidien des femmes ». En effet, les dessinatrices manifestent leur aptitude à surmonter leurs traumatismes, « la force de se battre ».
Outre la dénonciation du sexisme, Noomin a souhaité mettre en valeur « le talent et la diversité des femmes dessinatrices ». Certaines chroniques signalent la violence dépeinte dans l'ouvrage. ZOO estime que les « histoires sont très dures » et ont réclamé un grand courage pour être écrites ; la chronique souligne la portée pédagogique de l'album.
L'ouvrage est dédié à Anita Hill.

## Liste des autrices
Les artistes sont diverses : certaines sont célèbres et installées dans le métier tandis que d'autres démarrent dans leur carrière. Les orientations sexuelles et les nationalités des autrices sont variées,, même si la plupart sont anglophones.
- Rachel Ang
- Zoe Belsinger
- Jennifer Camper
- Caitlin Cass
- Tyler Cohen
- Marguerite Dabaie
- Soumya Dhulekar
- Wallis Eates
- Trinidad Escobar (en)
- Kat Fajardo (en)
- Joyce Farmer
- Emil Ferris
- Liana Finck (en)
- Sarah Firth
- Mary Fleener
- Ebony Flowers
- Claire Folkman
- Noël Franklin
- Katie Fricas
- Siobhán Gallagher
- Roxane Gay
- Joamette Gil
- J. Gonzalez-Blitz
- Georgiana Goodwin
- Roberta Gregory
- Marian Henley
- Soizick Jaffre
- Avy Jetter
- Sabba Khan
- Kendra Josie Kirkpatrick
- Aline Kominsky-Crumb
- Nina Laden
- Miss Lasko-Gross (en)
- Carol Lay
- Miriam Libicki
- Sarah Lightman
- LubaDalu
- Ajuan Mance
- MariNaomi
- Lee Marrs
- Liz Mayorga
- Lena Merhej
- Bridget Meyne
- Carta Monir
- Hila Noam
- Diane Noomin
- Breena Nuñez
- Meg O'Shea
- Corinne Pearlman
- Cathrin Peterslund
- Minnie Phan
- Kelly Phillips
- Powerpaola
- Sarah Allen Reed
- Kaylee Rowena
- Ariel Schrag (en)
- Louise Stanley
- Maria Stoian
- Nicola Streeten (en)
- Marcela Trujillo
- Carol Tyler
- Una
- Lenora Yerkes
- Ilana Zeffren

### Documentation
- Aude Lorriaux, « Balance ta bulle : 62 dessinatrices racontent en images les violences sexuelles subies », 20 minutes,‎ 10 novembre 2020 (lire en ligne).
- Lisa Kassab, « #Balance ta bulle: la BD qui dénonce le harcèlement sexuel », sur HuffPost, 27 octobre 2020.
- Marie Zafimehy, « Fêtes de fin d'année : 4 bandes-dessinées féministes à offrir en 2020 », sur RTL, 30 novembre 2020.